# AA gőzmozdony
Az AA (AA – Andrej Andrejev) szovjet kísérleti, 1G2 tengelyelrendezésű gőzmozdony volt. Összesen 1 db készült belőle.

## Története
A 30-as évekre a Szovjetunióban a vasúti szállítások volumene jelentősen növekedett, ami egyre nagyobb vonóerejű mozdonyokat követelt meg. A probléma kezelésére két irányzat indult: az egyik a tengelyterhelések emelését tűzte ki célul (23 t, sőt, 27 t-s elképzelés is volt), a másik a csatolt kerékpárok számának emelését kisebb, 20 t tengelyterhelés mellett.
Az első irányzat "termékei" az Alco 1E2 tengelyképletű mozdonyai voltak, ezek Ta (a felső indexben) jelet kaptak (10000-10004 psz.), illetve a Baldwin 1E1 mozdonyai (Tb, 10005-10009), mindkét sorozat 23 t tengelyterheléssel. Ez a tengelyterhelés az akkor alkalmazott felépítmény számára túlzottnak bizonyult.
A 2G2 mozdonyt a második irányzat szülte. Fiatal mérnökök csoportja először 1G2 tengelyképlettel tervezte és 140 t tapadótömeggel. A gőzgép 735 mm furattal, 812 mm lökettel rendelkezett, a csatolt kerékpárok futókörátmérője 1550 mm, a kazán felülete 445 m², a túlhevítő felülete 175 m², a rostély felülete 10 m².
A kivitelezéssel a Vorosilovgrádi (Luhanszki) Gőzmozdonygyárat bízták meg (ezt a gyártót például a MÁV M62-esekről ismerjük az utóbbi évtizedekben, a nevében pedig már dízelmozdonyok szerepelnek.) A végleges tervek szerint a mozdony 2G2 lett, 208 t szolgálati és 140 t tapadótömeggel, a gőzgép furata 740 mm, a rostély felülete 12 m².
Speciális rudazatot terveztek, amelynek csatlórúdjai a hajtott kerékpárhoz képest oldalirányban elmozdulhattak, elfordulhattak (az 1-3 és az 5-7 kerékpáré külön-külön). Az első futóforgóváz 145, a hátsó 265 mm-t mozdulhatott el keresztirányban. Az 1. és 2. csatolt kerékpár 27 mm, a 7. pedig 35 mm keresztirányú elmozdulási lehetőséggel rendelkezett. A harmadik, negyedik és ötödik csatolt kerékpár nyomkarima nélküli, abroncsszélességük pedig megnövelt, 175 mm.
A mozdony AA20-1 jelet kapott (AA mint Andrej Andrejev, a 20 a tengelyterhelés, az 1 a sorszám). Konstrukciós sebessége 70 km/h volt. Az FD sorozatú gőzmozdony gyártására való felkészülés miatt a projektet a kivitelező alacsonyabb prioritással kezelte, így csak 1935 január 1-jére készült el egy példányban, a második prototípus építésére nem is vállalkoztak. 2800 tonnás tehervonatot 10 ezrelékes emelkedőn 40 km/h sebességgel volt képes vontatni. Indítóvonóereje elérte a 320 kN-t, teljesítménye a 3700 LE-t.
A futópróbák során bebizonyosodott, hogy a mozdony kitérőkön hajlamos a siklásra, a nyíltvonalon károsítja a pályát. Ezt tetézték a méretéből adódó bajok: nem fért rá a meglévő fordítókorongokra, nem fért be a mozdonyszínbe. Emiatt az üzemből hamarosan kivonták, egészen 1960-ig kerítésként funkcionált, majd szétvágták.